# 阿哈丹
阿哈丹（Al-Akhdam），是阿拉伯语僕人的意思，是也门一个社群。
他们始祖来自非洲，是也门社会最低等的人群。非官方估计有3500000人。有人说他们始祖是阿克苏姆帝国的士兵，他们多数分布于首都萨那，人口100000人。
雖然他們的社會條件已經有所改善，但他們仍被認為卑賤，骯髒的，不道德的，不可接觸，他們形成了一種世襲的階級在也門社會階層的底部，從事繁重的體力勞動(他們不准住石屋，住在帳篷和郊外，只允許做鞣製皮革、洗衣服、製作鍋、屠宰牲畜和清理垃圾)，與阿哈丹社區結婚的男子有可能被家人拋棄。他們不允許進入阿拉伯人的住宅。